# Way Side Crew
Way Side Crew – polska grupa wykonująca hardcore. Powstała w 2000 roku w Koluszkach z inicjatywy gitarzysty Krisa, wokalisty Karola, basisty Przemka i perkusisty Piotrka. W 2004 roku skład uzupełnił drugi gitarzysta Jarek. Tego samego roku nakładem Jimmy Jazz Records ukazał się debiutancki album pt. Way Side Crew. Druga płyta, zatytułowana Razem do piekła została wydana 2 lata później, ponownie przez Jimmy Jazz Records.
W 2008 roku po opuszczeniu składu przez gitarzystę Jarka i perkusistę Piotrka grupa została rozwiązana. W 2011 roku formacja wznowiła działalność z perkusistą Maćkiem i gitarzystą Piotrkiem. Wcześniej dotychczasowi członkowie formacji nawiązali współpracę z raperem Vieniem, członkiem grupy Molesta Ewenement. W efekcie powstał wspólny album sygnowany jako Vienio vs. Way Side Crew pt. Wspólny mianownik. Nagrania ukazały się 1 czerwca 2011 roku nakładem Dream Music/Spook Records.
Na płycie znalazły się nowe aranżacje piosenek pochodzących z debiutu solowego Vienia Etos 2010 i jedna z albumu Nigdy nie mów nigdy grupy Molesta Ewenement z 2006 roku ("Dla społeczeństwa"), a także dwie nowe kompozycje "To on" i "Potwór". Do tej ostatniej powstał również teledysk. Drugi obraz promujący został zrealizowany do utworu "Na wszelki wypadek". Był to pierwszy album na którym Vienio wystąpił również jako wokalista.

## Dyskografia
- Way Side Crew (2004, Jimmy Jazz Records)
- Razem do piekła (2006, Jimmy Jazz Records)
- Wspólny mianownik (oraz Vienio, 2011, Dream Music/Spook Records)

## Składanki
- Prowadź mnie ulico:
  - Prowadź mnie ulico vol. 1 (2004), utwór „Mija Czas”[4][5][6]
  - Prowadź mnie ulico vol. 3 (2006), utwory „Piękny Dumny i Bogaty”, „Ulica”[7][8][9]
  - Prowadź mnie ulico vol. 4 (2007), utwór „Powiedz mi”[10][11][12].
- Street Rockers Volume One[13][14].